# Martín Sebastián Rivas
Martín Sebastián Rivas Fernández (Montevideo, Uruguay, 17 de febrero de 1977) es un exfutbolista uruguayo que jugó como defensa. Su último club fue C. A. Bella Vista en la Segunda División Profesional de Uruguay.
Hizo su debut en la Serie A de Italia con el Inter de Milán el 16 de mayo de 1998 contra el Empoli FC.
Estuvo fuera del equipo en la temporada 1999/00 y en la primera mitad de la temporada 2000/01, hasta que fue cedido al Málaga CF.

## Selección nacional
Con la Selección juvenil de Uruguay fue subcampeón de la Copa Mundial de Fútbol Juvenil de 1997, y con la Selección mayor participó en la Copa Confederaciones 1997 donde Uruguay culminó en la cuarta posición.

## Clubes
| Club                    | País    | Año       |
| ----------------------- | ------- | --------- |
| Danubio F. C.           | Uruguay | 1995-1997 |
| F. C. Inter de Milán    | Italia  | 1998      |
| Perugia Calcio (Cedido) | Italia  | 1998-1999 |
| F. C. Inter de Milán    | Italia  | 1999-2000 |
| Málaga C. F. (Cedido)   | España  | 2001      |
| C. A. Peñarol           | Uruguay | 2002      |
| Deportivo Maldonado     | Uruguay | 2003-2004 |
| C. A. River Plate       | Uruguay | 2005-2006 |
| Deportivo Maldonado     | Uruguay | 2007      |
| C. A. Bella Vista       | Uruguay | 2008-2010 |

## Distinciones individuales
| Distinción                               | Año  |
| ---------------------------------------- | ---- |
| Alineación ideal del Sudamericano Sub-20 | 1997 |